# يحيى بناني
يحيى بناني كان دبلوماسي مغربي وُلد في 3 ديسمبر (كانون الأول) 1962، وعُيّن سفيرًا للمغرب لدى الكويت عام 2011، وهو نجل الجنرال المغربي عبد العزيز بناني.

## حياته
وُلد يحيى بناني في 3 ديسمبر (كانون الأول) 1962، ثُم تخرج من المدرسة الوطنية للإدارة في المغرب.

## مسيرته المهنية
عمل يحيى بناني في عام 1992 كرئيس قسم في المديرية العامة للاستخبارات الخارجية المغربية، وفي عام 1994، عُيّن مستشارًا في السفارة المغربية في باريس، قبل أن يُعيّن مستشارًا في ديوان مدير المديرية العامة للاستخبارات الخارجية عام 1996، وهو المنصب الذي شغله حتى عام 2003، عندما أصبح عضوًا في ديوان وزير الخارجية المغربي محمد بن عيسى. تولى يحيى بناني بعد ذلك عدة حقائب دبلوماسية، إذ شغل منصب القنصل العام في كولومب بفرنسا منذ عام 2007 وحتى عام 2011، ثُمّ عُين في عام 2011 سفيرًا للمغرب لدى الكويت، وهو المنصب الذي ظل يشغله حتى سبتمبر (أيلول) 2013.